# Ehingen, Augsburg
Ehingen là một đô thị tại huyện Augsburg bang Bayern nước Đức. Đô thị Ehingen, Augsburg có diện tích 9,64 km², dân số thời điểm ngày 31 tháng 12 năm 2006 là 1020 người.